# Онтаріо (Каліфорнія)
Онтаріо (англ. Ontario) — місто (англ. city) в США, в окрузі Сан-Бернардіно штату Каліфорнія. Населення — 175 265 осіб (2020).
Поселення Онтаріо було засноване в 1882 році канадським інженером Джорджем Чаффі і його братами Вільямом та Чарльзом, та назване на честь їхньої рідної провінції Онтаріо в Канаді.
В місті знаходиться Міжнародний аеропорт Онтаріо.

## Географія
Онтаріо розташоване за координатами 34°2′22″ пн. ш. 117°36′32″ зх. д. / 34.03944° пн. ш. 117.60889° зх. д. (34.039524, -117.608769).  За даними Бюро перепису населення США в 2010 році місто мало площу 129,51 км², з яких 129,35 км² — суходіл та 0,17 км² — водойми.

### Клімат
| Клімат : Онтаріо        | Клімат : Онтаріо | Клімат : Онтаріо | Клімат : Онтаріо | Клімат : Онтаріо | Клімат : Онтаріо | Клімат : Онтаріо | Клімат : Онтаріо | Клімат : Онтаріо | Клімат : Онтаріо | Клімат : Онтаріо | Клімат : Онтаріо | Клімат : Онтаріо | Клімат : Онтаріо |
| Показник                | Січ.             | Лют.             | Бер.             | Квіт.            | Трав.            | Черв.            | Лип.             | Серп.            | Вер.             | Жовт.            | Лист.            | Груд.            | Рік              |
| Абсолютний максимум, °C | 32,2             | 31,7             | 34,4             | 38,3             | 39,4             | 42,2             | 45,6             | 42,8             | 44,4             | 41,7             | 36,7             | 30,0             | 45,6             |
| Середній максимум, °C   | 18,4             | 18,8             | 21,1             | 23,3             | 26,1             | 29,7             | 33,4             | 34,2             | 31,7             | 27,0             | 22,6             | 18,7             | 25,5             |
| Середній мінімум, °C    | 6,6              | 7,4              | 8,4              | 10,3             | 13,1             | 15,0             | 17,4             | 18,2             | 17,0             | 12,9             | 8,3              | 5,9              | 11,7             |
| Абсолютний мінімум, °C  | −3,9             | −0,6             | 0,6              | 0,6              | 5,6              | 7,8              | 13,3             | 13,3             | 10,6             | 6,1              | 0,0              | −2,2             | −3,9             |
| Норма опадів, мм        | 84               | 86               | 59               | 24               | 8                | 3                | 2                | 3                | 7                | 16               | 31               | 59               | 382              |
| ----------------------- | ---------------- | ---------------- | ---------------- | ---------------- | ---------------- | ---------------- | ---------------- | ---------------- | ---------------- | ---------------- | ---------------- | ---------------- | ---------------- |
| Джерело: NOAA           |                  |                  |                  |                  |                  |                  |                  |                  |                  |                  |                  |                  |                  |

## Демографія
Згідно з переписом 2010 року, у місті мешкали 163 924 особи в 44 931 домогосподарстві у складі 35 595 родин. Густота населення становила 1266 осіб/км².  Було 47449 помешкань (366/км²).
Расовий склад населення:
| - 51,0 % — білих - 6,4 % — чорних або афроамериканців - 5,2 % — азіатів - 1,0 % — корінних американців - 0,3 % — вихідців з тихоокеанських островів - 31,3 % — осіб інших рас |

До двох чи більше рас належало 4,7 %. Частка іспаномовних становила 69,0 % від усіх жителів.
За віковим діапазоном населення розподілялося таким чином: 30,2 % — особи молодші 18 років, 63,1 % — особи у віці 18—64 років, 6,7 % — особи у віці 65 років та старші. Медіана віку мешканця становила 29,9 року. На 100 осіб жіночої статі у місті припадало 99,0 чоловіків;  на 100 жінок у віці від 18 років та старших — 96,8 чоловіків також старших 18 років.
Середній дохід на одне домашнє господарство  становив 63 618 доларів США (медіана — 54 114), а середній дохід на одну сім'ю — 67 096 доларів (медіана — 56 857). Медіана доходів становила 37 905 доларів для чоловіків та 33 258 доларів для жінок. За межею бідності перебувало 18,1 % осіб, у тому числі 25,8 % дітей у віці до 18 років та 14,9 % осіб у віці 65 років та старших.
Цивільне працевлаштоване населення становило 75 740 осіб. Основні галузі зайнятості: освіта, охорона здоров'я та соціальна допомога — 17,4 %, виробництво — 13,7 %, роздрібна торгівля — 13,6 %.